# Emre Torun
Emre Torun (* 2. Juni 1993 in Altındağ) ist ein türkischer Fußballspieler.

## Karriere

### Verein
Torun begann mit dem Vereinsfußball in der Jugend von Tunç Altındağ FK und wechselte 2008 in die Jugend von Beypazarı Şekerspor. Im Sommer 2011 erhielt er bei Beypazarı Şekerspor einen Profivertrag und wurde sofort in den Profikader involviert. Bis zur Winterpause absolvierte er sieben Ligaspiele und erzielte dabei zwei Tore.
Zur Rückrunde der Spielzeit 2011/12 wechselte er zum Erstligisten Antalyaspor. Bis zum Saisonende kam er bei einem Pokalspiel zum Einsatz. Mit Antalyaspor nahm er nach Saisonende am Spor Toto Pokal und erzielte bei drei Begegnungen zwei Treffer.
Nachdem er die Hinrunde der Saison 2012/13 bei Antalyaspor verbracht hatte und hier zu drei Pflichtspieleinsätzen gekommen war, wurde er für die Rückrunde an den Zweitligisten Çaykur Rizespor ausgeliehen. Mit diesem Verein wurde er Vizemeister der TFF 1. Lig und stieg damit in die Süper Lig auf. Für die Rückrunde der Saison 2013/14 wurde Torun an den Zweitligisten 1461 Trabzon verliehen. In der Saison 2014/15 verbrachte er erneut die Hinrunde bei Antalyaspor und wurde für die Rückrunde an 1461 Trabzon ausgeliehen. Am Ende der Drittligasaison 2014/15 konnte er mit seinem Verein die Play-offs der Liga gewinnen und damit den direkten Wiederaufstieg erreichen.
Im Sommer 2015 wurde sein noch ein Jahr gültiger Vertrag mit Antalyaspor aufgelöst, sodass zum Drittligisten Tokatspor wechseln konnte.

### Nationalmannschaft
Torun spielte achtmal für die türkische U-19-Auswahl und erzielte dabei zwei Treffer.

## Erfolge
Mit Çaykur Rizespor
- Vizemeister der TFF 1. Lig und Aufstieg in die Süper Lig: 2012/13

Mit 1461 Trabzon
- Play-off-Sieger der TFF 2. Lig und Aufstieg in die TFF 1. Lig: 2014/15